# Gadag-Betigeri
Gadag-Betigeri là một thị xã và là nơi đặt hội đồng thành phố của quận Gadag thuộc bang Karnataka, Ấn Độ.

## Nhân khẩu
Theo điều tra dân số năm 2001 của Ấn Độ, Gadag-Betigeri có dân số 154.849 người. Phái nam chiếm 51% tổng số dân và phái nữ chiếm 49%. Gadag-Betigeri có tỷ lệ 71% biết đọc biết viết, cao hơn tỷ lệ trung bình toàn quốc là 59,5%: tỷ lệ cho phái nam là 79%, và tỷ lệ cho phái nữ là 64%. Tại Gadag-Betigeri, 12% dân số nhỏ hơn 6 tuổi.